# Gnangbo Kacou
Gnangbo Kacou, né le 18 février 1962, est un homme politique ivoirien, député,, d’Adiaké, Assinie et Etuéboué et quatrième vice-président du Conseil régional du Sud-Comoé.

## Biographie
Né à Abiaty le 18 février 1962, Gnangbo Kacou fait ses études en France. Fiscaliste de formation, Gnangbo Kacou est élu député de la circonscription d’Adiaké, d’Assinie et d’Etuéboué le 11 décembre 2011. Depuis le 24 avril 2013, Gnangbo Kacou est le quatrième vice-président du Conseil régional du Sud-Comoé.
Le 8 avril 2015, il s'est officiellement déclaré candidat à l'élection présidentielle ivoirienne de 2015,,,,,.
En 2020, il est candidat à l'élection présidentielle ivoirienne de 2020.
En 2025, il est candidat à l'élection présidentielle ivoirienne de 2025.